# Alberto Hemsi
Alberto Hemsi (27. května 1898, Kasaba – 8. října 1975, Paříž) byl hudební skladatel a muzikolog.
Věnoval se důkladné dokumentaci sefardských písní, jejich melodických charakteristik a jejich místě v sefardské kultuře. Sbíral jednotlivé písně přímo v terénu, mezi zpěváky, zapisoval je, porovnával a analyzoval.